# 3248 Фарінелла
3248 Фарінелла  (3248 Farinella) — астероїд головного поясу, відкритий 21 березня 1982 року.
Тіссеранів параметр щодо Юпітера — 3,147.